# 수호이

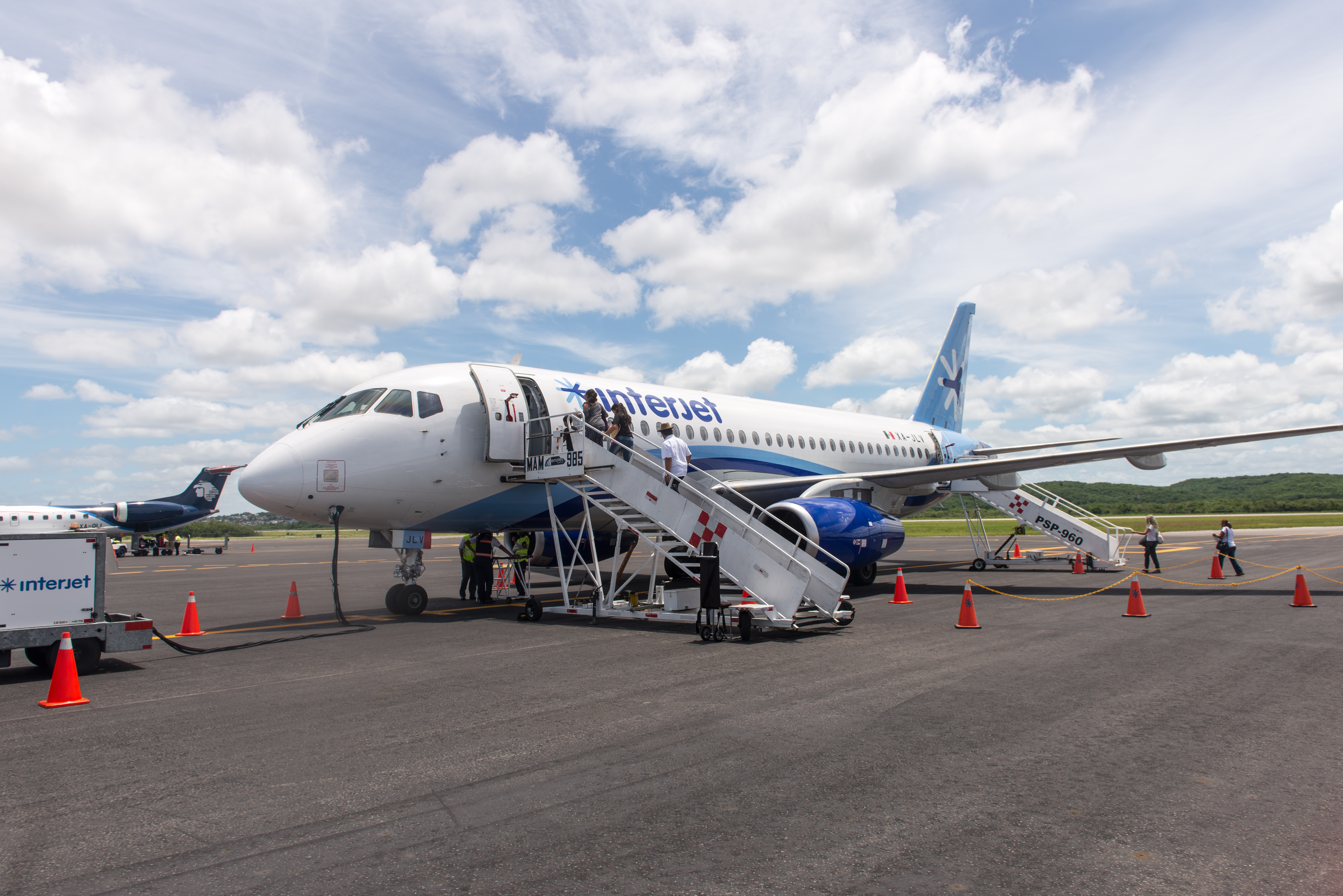
인터제트의 수호이 슈퍼제트 100

수호이(러시아어: Сухой)는 러시아의 전투기 개발업체이다. 1939년에 파벨 수호이가 "수호이 설계국"이란 이름으로 설립한 것이 기원이다. 이 회사에서 개발한 전투기는 Su로 시작한다. 본사는 현재 모스크바에 있다.
현재 주 생산 기종은 Su-24, Su-25, Su-24M, Su-27, Su-30과 함상 전투기인 Su-33 등으로, 인도, 중국, 폴란드, 체코, 슬로바키아, 헝가리, 독일, 아프가니스탄, 시리아, 알제리, 조선민주주의인민공화국, 베트남, 말레이시아, 예멘, 이집트, 리비아, 이란, 앙골라, 에티오피아, 페루 등이 이 회사 제품을 사용하고 있다.

## 군용기
- Su-2 - 경폭격기
- Su-7 피터 - 공격기
- Su-9 피쉬포트 - 요격기
- Su-11 피쉬포트 - 요격기
- Su-12 - 관측기
- Su-15 플라곤 - 요격기
- Su-17 피터 - 공격기
- Su-20 피터 - 공격기
- Su-22 피터 - 공격기
- Su-24 펜서 - 제트폭격기
- Su-25 프로그폿 - 지상지원공격기

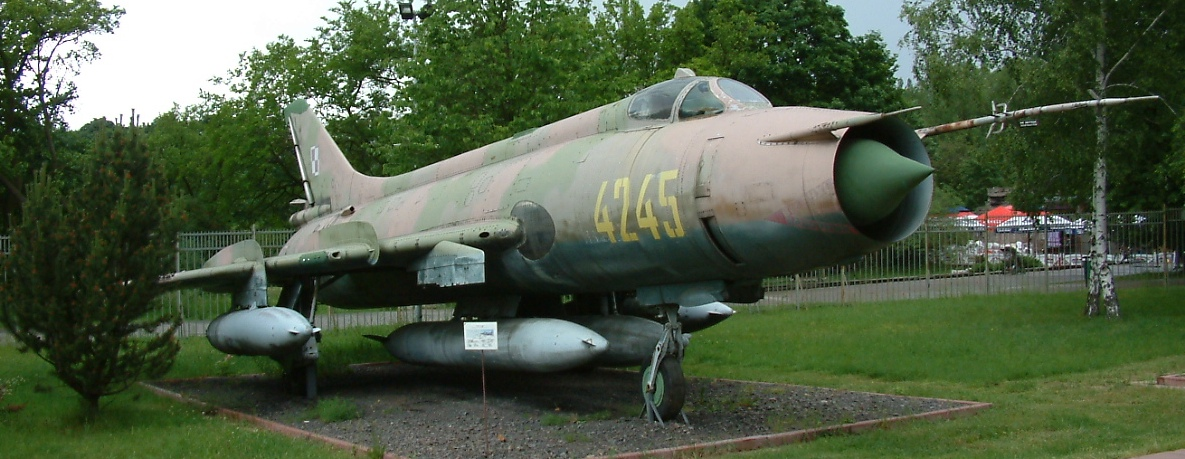
Su-17의 수출형인 Su-20

- Su-27 플랭커 - 대형 제공전투기 A/B
- Su-30 플랭커-H"
- Su-27PU 플랭커-C
- Su-33 해군용 플랭커 (플랭커D)
- Su-35 플랭커E
- Su-37 슈퍼 플랭커 (플랭커F)
- Su-39 프로그풋 - 지상지원 공격기
- Su-80, 쌍발 터보프롭 STOL기
- Su-57 펠론

## 민항기
- 수호이 슈퍼제트 100 - 78~98석 규모의 민간수송기

## 실험기
- Su-5 - 제트-프로페로 전투기
- Su-6 - 지상공격기
- Su-8 - 지상공격기
- Su-9 - 제트전투기

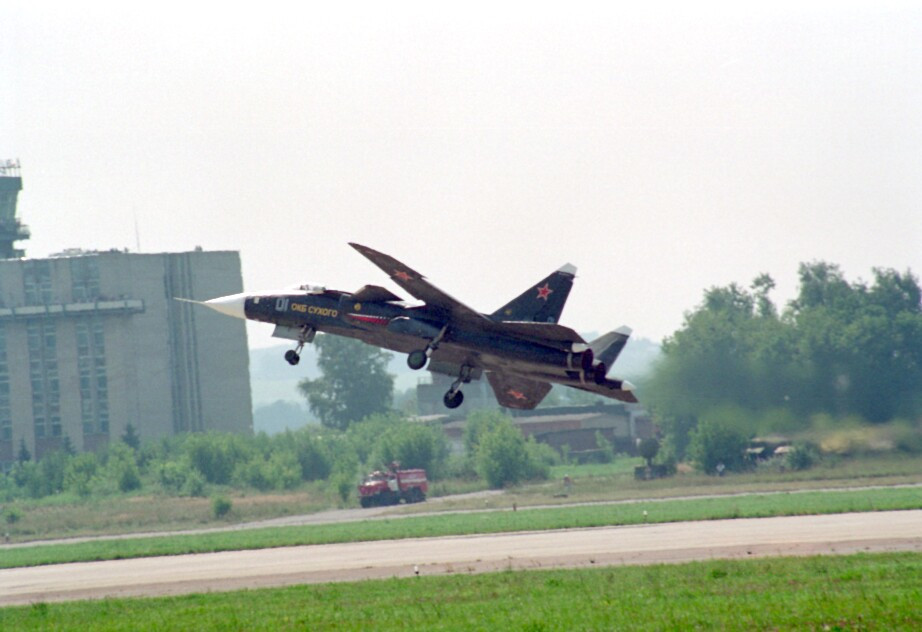
S-37

- Su-37 플랭커F' "터미네이터" : Su-35 개량형으로 3D TVC가 적용되어 있다.
- Su-38 농업용 항공기
- S-32/37 베르쿠트 - 다용도 전투기
- T-4 - 초음속 폭격기로 미국의 XB-70 발키리와 매우 비슷하다
- 수호이 PAK FA